# Керимов, Азад Азер оглы
Азад Азер оглы Керимов (азерб. Kərimov Azad Azər oğlu; 31 октября 1994, Сиазань, Азербайджан) — азербайджанский футболист, защитник.

## Клубная карьера
Профессиональную карьеру футболиста начал в 2011 году с выступления в клубе Первого дивизиона Азербайджана — ФК «Локомотив-Баладжары». В 2012 году переходит в состав клуба Премьер-лиги ФК «Баку», где вначале выступает за дублеров, а в 2014 году переходит в основной состав бакинцев.

## Сборная
С 17 по 20 августа 2014 года был призван и участвовал в учебно-тренировочных сборах олимпийской сборной Азербайджана, проходивших в Баку.

## Достижения
- Чемпион Азербайджана среди дублеров сезона 2012/2013 годов в составе ФК «Баку».

## Чемпионат
Статистика выступлений в чемпионате Азербайджана по сезонам:
| № | Сезон   | Клуб                  | Игр | Голов | В запасе |
| - | ------- | --------------------- | --- | ----- | -------- |
| 1 | 2011/12 | «Локомотив-Баладжары» | 17  | 0     | 8        |
| 2 | 2014/15 | «Баку»                | 1   | 0     | 2        |

## Кубок
Статистика выступлений в Кубке Азербайджана по сезонам:
| № | Сезон   | Клуб                  | Игр | Голов | В запасе |
| - | ------- | --------------------- | --- | ----- | -------- |
| 1 | 2011/12 | «Локомотив-Баладжары» | 1   | 0     | 1        |